# Список войн Австрии
Эта статья является неполным списком войн и конфликтов с участием Австрии.
 Победа Австрии
 Поражение Австрии
 Другой результат (договор или мир без четкого результата, статус кво, результат гражданской войны или внутреннего конфликта)
 Продолжающиеся конфликты и войны

## Восточная Марка/Маркграфство Австрия (960/976 — 1156)
| Даты конфликта                | Название конфликта                                            | Стороны конфликта (Австрия упоминается как марка Баварского Герцогства) | Стороны конфликта (Австрия упоминается как марка Баварского Герцогства) | Итог                                                                                              |
| Даты конфликта                | Название конфликта                                            | Союзники | Противники                                                              | Итог                                                                                              |
| ----------------------------- | ------------------------------------------------------------- | --- | ----------------------------------------------------------------------- | ------------------------------------------------------------------------------------------------- |
| 974-976                       | Восстание Генриха II                                          | Герцогство Бавария - Восточная Марка | Священная Римская Империя                                               | Поражение Генриха II - Восточная марка отдана ЛеопольдуI                                          |
| 984-991                       | Войны Леопольда I против мадьяр                               | Восточная Марка | Венгерское княжество                                                    | Захват территорий до реки Фиши                                                                    |
| 1030-1031                     | Войны Конрада II против Венгрии                               | Священная Римская Империя - Герцогство Бавария - Восточная Марка - И другие | Венгерское королевство                                                  | Поражение Конрада II                                                                              |
| 1042-1043                     | Войны Генриха III против Венгрии                              | Священная Римская Империя - Герцогство Бавария - Восточная Марка - И другие | Венгерское королевство                                                  | Победа Генриха III - Формирование Новой марки на завоёванных у венгров территориях                |
| 29 июня 1073- 27 октября 1075 | Саксонское восстание - Битва при Лангензальце                 | Священная Римская Империя | Герцогство Саксония                                                     | Победа Императора - Восстание подавлено, смерть Эрнста                                            |
| 1077-1080                     | Борьба Генриха IV за власть - Разорение Австрии в 1079 году   | Священная Римская Империя (сторонники Генриха IV) | Священная Римская Империя (Антикороли)                                  | Формальная победа Генриха IV - Леопольд II продолжил борьбу с Императором                         |
| 12 мая 1082                   | Битва при Майлберге                                           | Восточная Марка | Богемия                                                                 | Поражение                                                                                         |
| 1138-1139                     | Борьба Бабенбергов и Вельфов за Баварский престол             | Бабенберги | Вельфы                                                                  | Объединение Баварии с Австрией под властью Бабенбергов                                            |
| 1141                          | Восстания сторонников Вельфов в Баварии                       | Бабенберги | Вельфы                                                                  | Укрепление власти Генриха II в Баварии                                                            |
| 1146                          | Немецко-венгерская война - Сражение на реке Лейта 11 сентября | Герцогство Бавария | Венгерское королевство                                                  | Де-юре победа венгров - Де-факто отражение венгерского нападения                                  |
| 1147-1149                     | Второй крестовый поход - Битва при Дорилее - Осада Дамаска    | Крестоносцы: Священная Римская Империя - Феодалы СРИ Французское королевство Иерусалимское королевство Графство Триполи Княжество Антиохия Королевство Англия Византийская Империя Сицилийское королевство Папская область Другие. | Мусульмане: Сельджукский султанат Зангиды - Аббасиды - Фатимиды         | Поражение                                                                                         |
| 1150-1156                     | Борьба Бабенбергов и Вельфов за Баварский престол             | Бабенберги | Вельфы                                                                  | Передача Баварии Генриху Льву из дома Вельфов - Privilegium Minus, Австрия становится герцогством |

## Герцогство Австрия (1156—1453)
| Даты конфликта             | Название конфликта                                                                            | Стороны конфликта (Австрия упоминается как часть Священной Римской Империи) | Стороны конфликта (Австрия упоминается как часть Священной Римской Империи)                             | Итог |
| Даты конфликта             | Название конфликта                                                                            | Союзники | Противники                                                                                              | Итог |
| -------------------------- | --------------------------------------------------------------------------------------------- | --- | --- | --- |
| 1176                       | Война Генриха II против союза Чехия-Венгрия                                                   | Герцогство Австрия Герцогство Каринтия | Венгерское королевство Чехия Герцогство Штирия                                                          | Разорение долины Дуная |
| 1177-1179                  | Война Леопольда V против Чехии - Захват Оломоуца                                              | Герцогство Австрия Герцогство Каринтия | Чехия                                                                                                   | Присоединение ряда территорий в южной Моравии к Австрии                                                                                                  |
| 1189-1192                  | Третий крестовый поход - Битва при Иконии - Осада Акры                                        | Крестоносцы: Иерусалимское королевство Английское королевство Королевство Франция Священная Римская Империя                                                                                                   | Айюбиды Зангиды Конийский султанат Византийская Империя Королевство Сицилия                             | Рамалский мирный договор - Восстановление жизнеспособности христианских государств Леванта - Мусульмане разрешили христианские паломничества в Иерусалим |
| Апрель 1197- Июль 1198     | Поход немцев в Святую Землю                                                                   | Священная Римская Империя | Айюбиды                                                                                                 | Победа |
| 1209-1215                  | Альбигойский крестовый поход (первый этап) - Взятие Безье - Осада Каркассона - Битва при Мюре | Крестоносцы Католическая церковь Королевство Франция | Графство Тулуза Королевство Арагон Транкавели Графство Фуа Графство Комменж Виконтство Беарн Альбигойцы | Победа |
| 1212-1213                  | Реконкиста - Битва при Лас Навас де Толоса                                                    | Арагон Кастилия Наварра Португалия | Альмохады                                                                                               | Победа |
| 1217-1221                  | Пятый крестовый поход - Осада Иерусалима - Осада Дамьетты                                     | Крестоносцы: Латинская Империя Королевство Кипр Конийский султанат Священная Римская Империя Тамплиеры Тевтоны Госпитальеры Венгерское королевство Графство Голландия Французское королевство Папская область | Египтяне: Айюбиды                                                                                       | Победа |
| 1226                       | Вторжение чехов в Австрию                                                                     | Герцогство Австрия | Чехия                                                                                                   | Победа |
| 1230                       | Восстание Куэнригеров                                                                         | Герцогство Австрия | Куэнригеры                                                                                              | Подавление восстания |
| 1230-1233                  | Война с Чехией - Сожжение Кремса Чехами                                                       | Герцогство Австрия | Богемия                                                                                                 | Победа |
| 1234- первая четверть 1236 | Война с Венгрией                                                                              | Герцогство Австрия | Венгерское королевство                                                                                  | Разграбление восточных территорий Австрии |
| Июнь 1236-1239             | Опала Фридриха II - Взятие Вены (1237)                                                        | Герцогство Австрия Венгерское королевство Богемия Григорий IX Герцогство Бавария | Священная Римская Империя - Вена(Свободный город)                                                       | Фридрих отвоевал все свои территории |
| Апрель 1242                | Западный поход Монголов - Битва на реке Шайо                                                  | Венгерское королевство Тамплиеры Королевство Хорватия Герцогство Австрия | Монгольская Империя - Золотая Орда                                                                      | Поражение |
| 1245                       | Вторжение в Крайну                                                                            | Герцогство Австрия | Маркграфство Крайна                                                                                     | Крайна становиться частью Австрии |
| 15 июня 1246-1 мая 1254    | Австро-венгерская война(1246-1254)                                                            | | Венгерское королевство Богемия                                                                          | Поражение - Смерть Фридриха II |
| 1250- февраль 1252         | Война с Чехией                                                                                | Фридрих Баденский | Венгерское королевство Богемия Герцогство Бавария                                                       | Австрия объединяется под властью Пржемысла Отакара II |
| Июль 1260- 31 марта 1261   | Война за Штирию                                                                               | Богемия | Венгерское королевство                                                                                  | Победа - Венский мир |
| 1275 - 26 августа 1278     | Борьба Габсбургов с Отакаром - Битва на Моравском поле                                        | Священная Римская Империя Венгерское королевство Наёмники: Швабы, Штирийцы, Баварцы и другие | Богемия Наёмники: Бранденбургцы, Мейсены, силезцы, поляки                                               | Победа Габсбургов - Австрия, Штирия, Каринтия и Крайна становятся владениями Габсбургов                                                                  |
| Январь 1288 - Февраль 1288 | Восстание 1288 года                                                                           | Герцогство Австрия | Австрийская аристократия                                                                                | Подавление восстания |
| 1291                       | Немецко-Венгерская война                                                                      | Герцогство Австрия | Венгерское королевство                                                                                  | Поражение |
| 2 июля 1298 - 27 июля 1298 | Борьба Альбрехта I и Адольфа Нассауского за престол - Битва при Гёльхайме                     | Богемия | Графство Нассау Курфюршество Пфальц                                                                     | Избрание Альбрехта I Императором |
| 1299 - 1305                | Вторжение в графства Голландия и Зеландия                                                     | Священная Римская Империя | Личная уния Жана II д'Авена                                                                             | Отражение имперских войск |
| 1304                       | Анти-Богемская коалиция                                                                       | Священная Римская Империя Карл Роберт | Богемия                                                                                                 | Поражение |
| 31 мая 1307                | Тюрингская война - Битва на реке Луке                                                         | Священная Римская Империя | Мейсенская марка                                                                                        | Поражение |
| 1307-1308                  | Рейнское восстание                                                                            | Священная Римская Империя - Имперские города | Архиепископство Кёльн Архиепископство Майнц Курфюршество Пфальц                                         | Подавления восстания |